# Stralsunder Straßennamen/U
Dies ist ein Verzeichnis der Straßennamen der Hansestadt Stralsund.
Das Verzeichnis nennt den Namen der Straße und (in Klammern) den Ortsteil. Dazu wird eine Erläuterung (Jahr der Benennung, Grund) zum Straßennamen gegeben. Wegen der großen Anzahl an Straßen wurde das Verzeichnis nach den Anfangsbuchstaben der Straßennamen aufgeteilt. Unter "Allgemeines" finden Sie die Einleitung und Erläuterungen zu den Straßennamen allgemein.
Beispiel: Den Amanda-Weber-Ring finden Sie unter A.

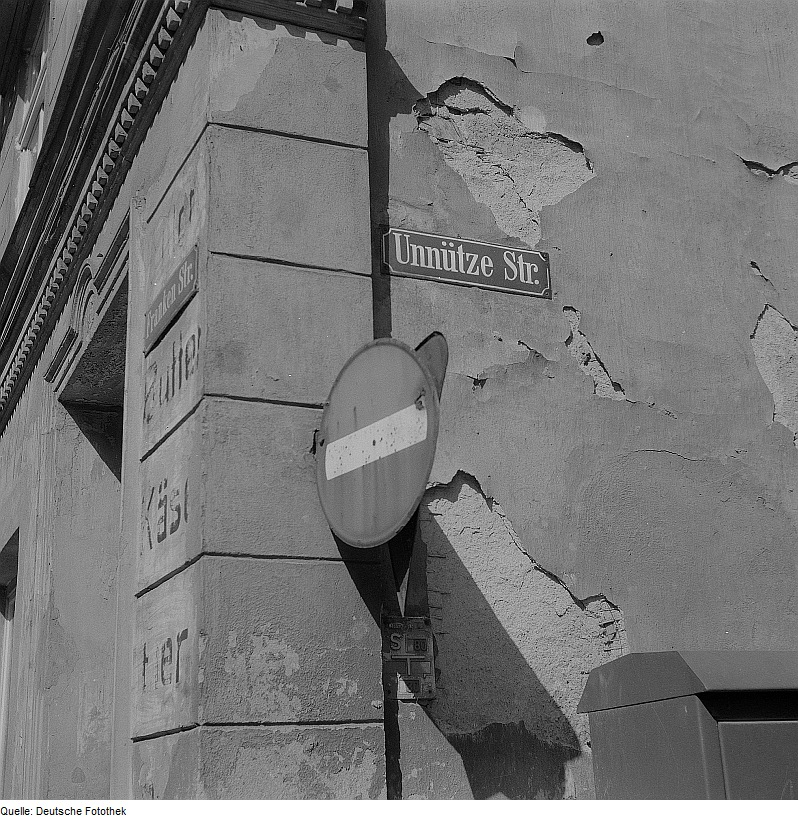
Straßenschild Unnütze Straße

- Uferweg (Süd 	/ Devin)

Der Uferweg verläuft entlang des Strelasundes im Ortsteil Devin.
- Ummanzer Straße (Franken / Dänholm)

Benannt nach dem Ort Ummanz auf der gleichnamigen Insel.
- Unnütze Straße (Altstadt / Altstadt)

Die Unnütze Straße erhielt ihren Namen durch (gewollte) Falschschreibung der Originalbenennungen. In dieser Straße waren im Mittelalter die Huren ansässig, woraus der Name Nüttze Strate resultierte. Um die nach Vertreibung dieses Gewerbes dort ansässigen Bürger nicht einem schlechten Ruf auszusetzen, wurde der Name in den heute bekannten umgeschrieben.
- Unterweg (Tribseer / Tribseer Siedlung)